# Roy Esajas
Roy Esajas (Paramaribo, 3 juli 1950 - aldaar, 19 oktober 2012) was een Surinaamse sergeant en een van de verdachten in het strafproces over de Decembermoorden, dat op 30 november 2007 begon.
Esajas was een van de zestien militairen die op 25 februari 1980 onder leiding van de linkse legerleider Desi Bouterse in Suriname de zogeheten Sergeantencoup pleegden.
Esajas werd ook verdacht van betrokkenheid bij de Decembermoorden. Volgens een verklaring van vakbondsleider Fred Derby, de enige overlevende van de moorden, was Esajas een van de militairen die hem in de nacht van 7 op 8 december 1982 kwamen ophalen en bestuurde hij de auto.